# Lioré et Olivier LeO H.13
Lioré et Olivier LeO H.13B – francuska rozpoznawczo-bombardująca łódź latająca zbudowana w 1923 roku we francuskiej wytwórni samolotów Lioré et Olivier w Levallois-Perret.

## Historia
Prototyp łodzi latającej LeO H.13 został opracowany w 1922 roku przez inż. Andrieu z wytwórni samolotów Lioré et Olivier. Zaprojektowano ją na zamówienie francuskich linii lotniczych Aéronavale. Prototyp zbudowano i oblatano w lipcu 1922 roku.
Samolot LeO H.13 była to dwupłatowa łódź latająca napędzana przez dwa silniki rzędowe chłodzone cieczą, zamocowane pod górnym płatem, w niewielkiej odległości od kadłuba, po obu jego stronach, na wewnętrznych słupkach duraluminiowych mocujących i utrzymujących górny płat nad dolnym. Pod płatem górnym, nad silnikami znajdowały się chłodnice cieczy chłodzącej. Kadłub miał konstrukcję kratownicową, drewnianą, w kształcie łodzi z redanem i pokryty był w całości sklejką. W kadłubie mieściły się dwie odkryte kabiny, każda z dwoma miejscami obok siebie. W przedniej kabinie, pod komorą płatów z lewej strony siedział pilot, a z prawej pasażer, w tylnej kabinie za płatami dwóch pasażerów. Między kabinami do kadłuba przytwierdzony był płat dolny, pod którym znajdowały się dwa pływaki ustateczniające. Nad dolnym płatem na słupkach duralowych zamocowany był płat górny. W środkowej części tego płata znajdował się zbiornik paliwa o pojemności 400 litrów. Komora płata była usztywniona cięgami stalowymi. Płaty o kształcie prostokątnym były trójdzielne, dwudźwigarowe, drewniane, kryte płótnem. Lotki usytuowano na obu płatach. Samolot posiadał usterzenie klasyczne umocowane na końcu nieco uniesionego kadłuba, o konstrukcji drewnianej i pokryte płótnem.
Po próbach w locie uruchomiono w połowie 1923 roku produkcję seryjną pasażerskich łodzi latających oznaczonych LeO H.13A. Wtedy też wprowadzono pierwsze samoloty tego typu w liniach lotniczych Aéronavale na Morzu Śródziemnym, a potem na Bliskim Wschodzie. Łącznie wyprodukowano 23 samoloty w wersji LeO H.13A.
Jesienią 1923 roku przystąpiono do opracowania wersji wojskowej tego samolotu oznaczonej jako LeO H.13B, która była rozpoznawczo-bombardującą łodzią latającą. Różniła się ona od wersji cywilnej tylko tym, że zamontowano uzbrojenie składające się z 1 lub 2 karabinów maszynowych sprzeżonych, ruchomych, mocowanych z przodu kadłuba, przed kabiną pilota siedzącego z lewej strony i obserwatora je obsługującego siedzącego z prawej strony przedniej kabiny. Zamontowano również na obrotnicy karabin maszynowy w tylnej kabinie obsługiwany przez strzelca pokładowego. Dodatkowo samolot miał podwieszane 4 bomby pod dolnym płatem na zamkach po dwie z każdej strony kadłuba.

## Użycie w lotnictwie polskim
W listopadzie 1924 roku Morski Dywizjon Lotniczy w Pucku otrzymał 4 łodzie latające LeO H.13B w ramach zamówienia złożonego we Francji przez szefa Departamentu IV Żeglugi Powietrznej Ministerstwa Spraw Wojskowych gen. Armanda Levécque. W marcu 1925 roku samoloty te zmontowano w warsztatach dywizjonu, następnie zostały one oblatane przez pilota fabrycznego wytwórni Lioré et Olivier – Lucien Bourdina. On także przeszkolił polskich pilotów.
Samoloty te zostały przydzielone do Eskadry Szkolnej i Bliskiego Wywiadu Morskiego Dywizjonu Lotniczego. Eksploatowano je do 1931 roku, gdy zostały zastąpione przez samoloty – amfibie LeO H.135B3.

## Opis techniczny
Samolot LeO H.13B był trzy- lub czteromiejscową rozpoznawczo-bombardującą łodzią latającą. Dwupłatem o konstrukcji mieszanej. Napęd: 2 silniki rzędowe chłodzone cieczą. Śmigło ciągnące, dwułopatowe drewniane o średnicy 2,3 m.